# Ron van Spanje
Dit overzicht is mogelijk incompleet; u kunt helpen door het uit te breiden.

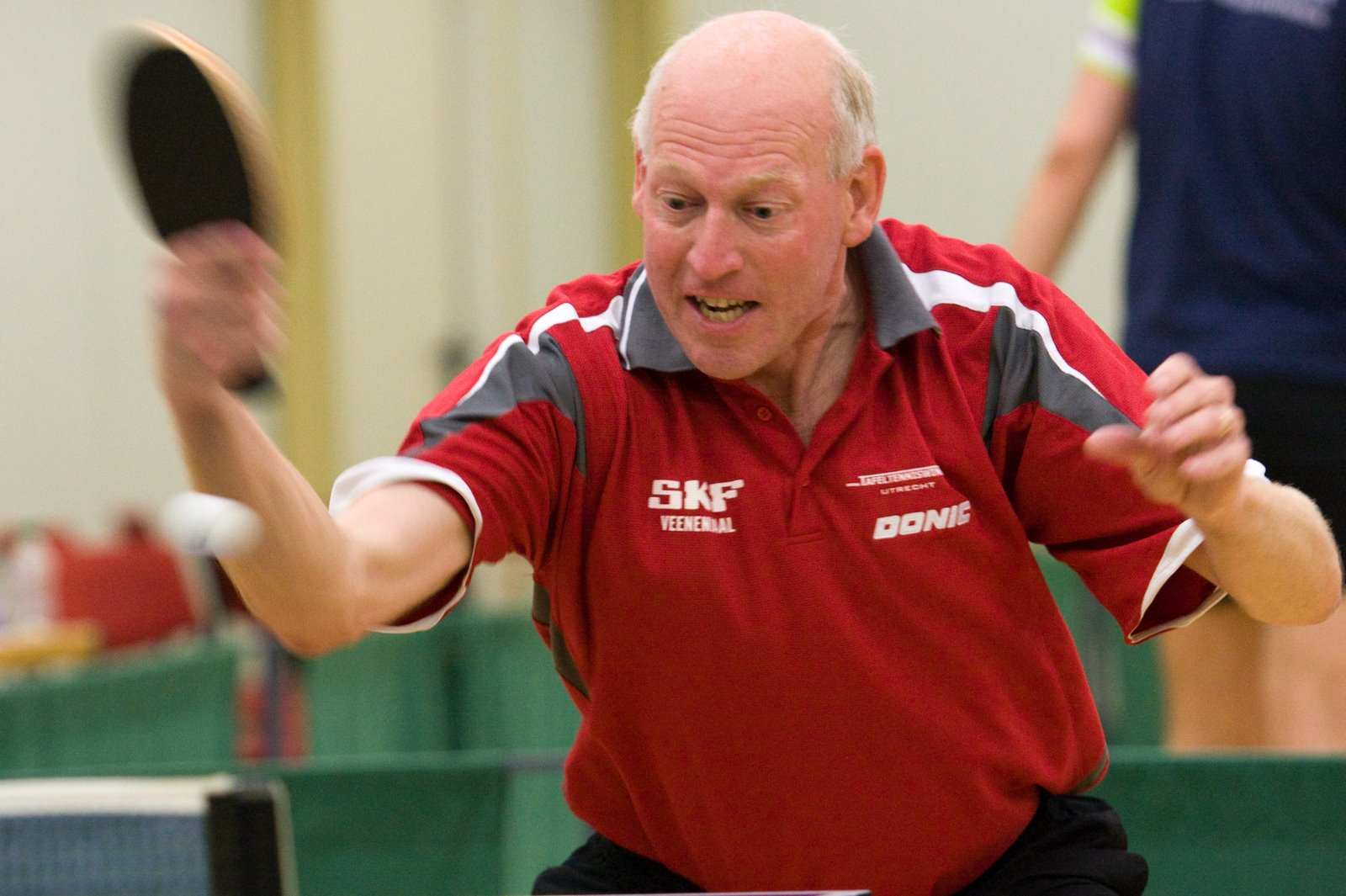
Ron van Spanje in 2009

Ron van Spanje (2 april 1960) is een Nederlands tafeltennisspeler. Hij werd in 1983 en 1985 Nederlands kampioen enkelspel. In 1981 (met oudere broer Jaap van Spanje), 1985 (met jongere broer Henk van Spanje) en 1988 (met Paul Haldan) greep hij de nationale dubbelspeltitel. Hij kwam 96 keer uit voor het Nederlandse team.
Van Spanje speelde in de Nederlandse eredivisie voor onder meer TTV de Veluwe, L.T.T.C. De Toekomst en tot en met 2008 voor SKF. In Duitsland kwam hij uit voor Borussia Dortmund.